# هنري دبليو. تاكر
هنري دبليو. تاكر (بالإنجليزية: Henry W. Tucker)‏ هو بحار أمريكي، ولد في 5 أكتوبر 1919 في برمنغهام في الولايات المتحدة، وتوفي في 7 مايو 1942 في بحر المرجان في أستراليا.